# Assahara
Assahara  è una città e sottoprefettura della Costa d'Avorio appartenente al dipartimento di M'Batto. Conta una popolazione di 7 227 abitanti (censimento 2014).